# Harry Potter và Bảo bối Tử thần – Phần 1
Harry Potter và Bảo bối Tử thần – Phần 1 (tựa gốc tiếng Anh: Harry Potter and the Deathly Hallows – Part 1) là một phim điện ảnh kỳ ảo năm 2010 do David Yates đạo diễn và hãng phim Warner Bros. Pictures phát hành. Đây là phần đầu tiên trong hai phần phim điện ảnh được chuyển thể từ cuốn tiểu thuyết năm 2007 của nữ nhà văn J. K. Rowling. Harry Potter và Bảo bối Tử thần – Phần 1 đồng thời cũng là phần phim thứ bảy trong loạt phim Harry Potter, do Steve Kloves viết kịch bản và David Heyman, David Barron và Rowling chịu trách nhiệm sản xuất.
Bộ phim vẫn giữ nguyên sự tham gia của dàn diễn viên trong các phần trước như Daniel Radcliffe trong vai Harry Potter, cùng với Rupert Grint và Emma Watson trong vai hai người bạn thân nhất của Harry là Ron Weasley và Hermione Granger. Đây là phần tiếp nối của bộ phim Harry Potter và Hoàng tử lai, và nối tiếp phần này là phần phim cuối cùng Harry Potter và Bảo bối Tử thần – Phần 2. Bộ phim tiếp tục với câu chuyện của Harry Potter và các bạn trong nhiệm vụ tìm kiếm và phá hủy các Trường Sinh Linh Giá, những vật thể vốn là bí mật cho sự bất tử của Voldemort. Phim bắt đầu được bấm máy vào ngày 19 tháng 2 năm 2009 và kết thúc vào ngày 12 tháng 6 năm 2010. Phần 1 đã được công chiếu dưới định dạng IMAX 2D tại tất cả các rạp chiếu trên toàn thế giới vào ngày 19 tháng 11 năm 2010. Tại Việt Nam, bộ phim được chính thức khởi chiếu vào ngày 26 tháng 11 năm 2010.
Ngay trong dịp cuối tuần đầu tiên công chiếu, Harry Potter và Bảo bối Tử thần – Phần 1 đã thu về tổng cộng hơn 330 triệu đô la Mỹ, mức doanh thu cao thứ ba trong cả loạt phim Harry Potter, đồng thời cũng là mức doanh thu cao nhất năm 2010 và cao thứ tám mọi thời đại chỉ sau tuần đầu ra rạp. Với doanh thu 960 triệu đô la Mỹ toàn cầu, Phần 1 là bộ phim có mức doanh thu cao thứ ba trong năm 2010, chỉ xếp sau Câu chuyện đồ chơi 3 và Alice ở xứ sở thần tiên, đạt doanh thu cao thứ ba trong loạt phim Harry Potter sau Harry Potter và Hòn đá Phù thủy và Harry Potter và Bảo bối Tử thần – Phần 2 và nằm trong top 10 phim có doanh thu cao nhất mọi thời đại tại thời điểm đó. Phim đã nhận được hai đề cử tại giải Oscar lần thứ 83 cho hai hạng mục Thiết kế sản xuất xuất sắc nhất và Hiệu ứng hình ảnh xuất sắc nhất.

## Nội dung
Tại Biệt phủ Malfoy, Severus Snape gặp Chúa tể Voldemort và các Tử thần Thực tử của hắn. Ông báo cáo rằng Hội Phượng hoàng sẽ di chuyển Harry Potter, không còn nằm dưới sự bảo vệ của mẹ anh ta, đến một địa điểm an toàn. Voldemort tịch thu cây đũa phép của Lucius Malfoy; đũa của hắn không thể chống lại Harry vì nó và cây đũa phép của Harry là "song sinh" do có chung lõi lông phượng hoàng. Trong quá trình di chuyển, Harry sống sót sau cuộc tấn công của Voldemort nhưng Moody Mắt Điên và Hedwig đã hy sinh.
Trong lúc chuẩn bị cho đám cưới của Bill Weasley và Fleur Delacour, Bộ trưởng Bộ Pháp thuật mới đến. Ông thông báo cho Harry, Ron và Hermione rằng Albus Dumbledore đã để lại cho mỗi người một tài sản: Ron một cái tắt sáng, Hermione một bản sao của cuốn Những chuyện kể của Beedle Người Hát Rong, và Harry là quả Golden Snitch mà cậu ấy bắt được trong trận Quidditch đầu tiên của mình. Cụ Dumbledore cũng đã để lại Thanh kiếm Gryffindor cho Harry, nhưng nó đã mất tích.
Tin tức đến trong đám cưới rằng Bộ Pháp thuật đã sụp đổ và Bộ trưởng đã chết. Tử thần Thực tử tấn công và Harry, Ron và Hermione trốn thoát đến một quán cà phê nằm ở số 12, Grimmauld Place. Khi ở đó, Ron nhận ra rằng em trai của Sirius, Regulus Black, chính là R.A.B. đã đánh cắp mề đay của Salazar Slytherin từ Voldemort. Tên trộm địa phương Mundungus Fletcher sau đó đã bán nó cho Dolores Umbridge. Harry, Ron và Hermione thâm nhập vào Bộ và lấy lại mề đay nhưng họ bị các Tử thần Thực tử truy đuổi trong một lối ra hỗn loạn. Hermione độn thổ cả nhóm đến một khu rừng. Trong khi đó, Ron bị thương. Nhóm quyết định bắt đầu hành trình khám phá và tiêu diệt tất cả các Trường sinh linh giá của Chúa tể Voldemort, bắt đầu từ chiếc mề đay.
Nỗ lực tiêu diệt mề đay không thành công. Hermione suy luận rằng thanh kiếm của Gryffindor có thể tiêu diệt Trường sinh linh giá vì nó được tẩm nọc độc của Tử Xà Basilisk. Ron, bị ảnh hưởng bởi mề đay đen tối, thất vọng với sự tiến bộ chậm chạp của họ và ghen tị vô cớ với Harry và Hermione. Anh ta tranh luận với Harry, sau đó biến mất, để lại Harry và Hermione tiếp tục cuộc hành trình của họ. Khi Harry chạm vào môi Snitch, nó tiết lộ một thông điệp khó hiểu: "Tôi mở ra khi kết thúc." Hermione nhận thấy một biểu tượng kỳ lạ được vẽ trong cuốn Beedle Người hát rong giống hệt một biểu tượng mà Xenophilius mà cha của Luna Lovegood đã mặc.
Harry và Hermione tìm kiếm thanh kiếm trong Thung lũng Godric và bắt gặp cùng một biểu tượng kỳ lạ trong một nghĩa trang. Nhà sử học lớn tuổi Bathilda Bagshot mời họ vào ngôi nhà nhỏ của mình, nơi họ tìm thấy bức ảnh của người đàn ông trẻ trong giấc mơ của Harry, người đã đánh cắp cây đũa phép từ người thợ làm đũa phép Gregorovitch. Bathilda biến thành con rắn Nagini của Voldemort và tấn công Harry. Hermione biến họ đến nơi an toàn, nhưng câu thần chú bật lại của cô ấy đã vô tình phá hủy cây đũa phép của Harry. Hermione xác định người đàn ông trong bức ảnh là phù thủy hắc ám Gellert Grindelwald. Đêm đó, một thần hộ mệnh dẫn Harry đến một cái ao đóng băng, nơi thanh kiếm của Gryffindor nằm dưới đáy. Harry lặn xuống làn nước lạnh giá, nhưng chiếc mề đay quanh cổ siết chặt, bóp nghẹt anh. Ron xuất hiện, lấy lại thanh kiếm và cứu Harry. Họ phá hủy chiếc mề đay bằng thanh kiếm. Ron giải thích rằng cái tắt sáng đã dẫn anh đến vị trí của họ.
Harry, Ron và Hermione đến thăm Xenophilius Lovegood và biết được biểu tượng tượng trưng cho Bảo bối Tử thần. Nhiều năm trước, ba anh em mỗi người đều nhận được một phần thưởng có khả năng trốn tránh Thần chết: Viên đá Phục sinh, Áo choàng tàng hình và Đũa phép Cơm nguội, cây đũa phép mạnh nhất được biết đến. Sở hữu cả ba khiến một người trở thành Bậc thầy của Thần chết. Xenophilius bí mật triệu tập các Tử thần Thực tử, với hy vọng đổi Harry lấy Luna bị bắt cóc. Cả ba trốn thoát, nhưng bọn bắt người đã bắt được họ. Trong một lần thị sát, Harry nhìn thấy một Grindelwald lớn tuổi nói với Voldemort rằng Cây Đũa phép Cơm nguội được chôn cùng với cụ Dumbledore.
Tại Biệt phủ Malfoy, Bellatrix Lestrange nhìn thấy Snatcher có thanh kiếm của Gryffindor mà cô tin rằng nó nằm trong hầm Gringotts của ả. Harry và Ron bị nhốt trong hầm, nơi họ gặp Luna, Ollivander và Griphook. Ở tầng trên, Bellatrix tra tấn Hermione. Harry cầu xin sự giúp đỡ bằng cách sử dụng một mảnh gương mà cậu tin rằng cậu đã nhìn thấy cụ Dumbledore; Dobby xuất hiện để đáp trả và giúp cứu mọi người trong khi Harry lấy cây đũa phép bắt được của họ từ Draco Malfoy. Khi họ biến mất, Bellatrix ném một con dao, giết chết Dobby. Harry chôn cất Dobby gần ngôi nhà nhỏ ven biển của Bill và Fleur, một Ngôi nhà an toàn của Hội. Trong khi đó, Voldemort lấy Cây Đũa phép Cơm nguội từ lăng mộ của Dumbledore.

## Diễn viên
- Daniel Radcliffe trong vai Harry Potter: Một phù thủy người Anh 17 tuổi
- Rupert Grint trong vai Ron Weasley: Một phù thủy trẻ tuổi và là một trong những đồng minh và bạn thân của Harry.
- Emma Watson trong vai Hermione Granger: Một phù thủy trẻ tuổi và là một trong những đồng minh và bạn bè thân thiết nhất của Harry.
- Bonnie Wright trong vai Ginny Weasley: Em gái của Ron và mối tình của Harry.
- Helena Bonham Carter trong vai Bellatrix Lestrange: Một Tử thần Thực tử, chị họ và kẻ giết người mất trí của Sirius Black, và là cô của Draco.
- Robbie Coltrane trong vai Rubeus Hagrid: Người bạn nửa khổng lồ của Harry, đồng thời là người gác cổng tại Hogwarts.
- Warwick Davis trong vai Griphook: Một yêu tinh và là cựu nhân viên tại Ngân hàng Gringotts. Davis thay thế Verne Troyer, người đã khắc họa nhân vật trong phần phim đầu tiên, mặc dù Davis đã lồng tiếng cho lời thoại của Griphook.
- Tom Felton trong vai Draco Malfoy: Một Tử thần Thực tử và là con trai của Lucius và Narcissa Malfoy.
- Ralph Fiennes trong vai Chúa tể Voldemort: Một phù thủy độc ác, thèm khát quyền lực và là thủ lĩnh của Tử thần Thực tử.
- Michael Gambon trong vai Giáo sư Albus Dumbledore: Cựu hiệu trưởng trường Hogwarts bị giết bởi Severus Snape trong phần phim trước.
- Brendan Gleeson trong vai Alastor "Mắt Điên" Moody: Một thành viên của Hội Phượng hoàng.
- John Hurt trong vai Garrick Ollivander: Một thợ làm đũa phép bị bắt cóc bởi Tử thần Thực tử.
- Rhys Ifans trong vai Xenophilius Lovegood: Người cha lập dị của Luna, bạn của nhóm ba người bạn.
- Jason Isaacs trong vai Lucius Malfoy: Cha của Draco Malfoy và là một Tử thần Thực tử bị thất sủng.
- Helen McCrory trong vai Narcissa Malfoy: Mẹ của Draco và em gái của Bellatrix.
- Bill Nighy trong vai Rufus Scrimgeour: Bộ trưởng Bộ Pháp thuật mới.
- Alan Rickman trong vai Giáo sư Severus Snape: Một điệp viên hai mang của Tử thần Thực tử và là hiệu trưởng mới của Hogwarts.
- Jim Broadbent trong vai Giáo sư Horace Slughorn: Giáo viên môn Độc dược mới tại Hogwarts, người có kiến thức bí mật về Chúa tể Voldemort.
- Timothy Spall trong vai Peter Pettigrew / Đuôi Trùn: Một Tử thần Thực tử, kẻ đã phản bội cha mẹ của Harry theo Voldemort.
- Imelda Staunton trong vai Dolores Umbridge: Thứ trưởng cao cấp của Bộ trưởng Bộ Pháp thuật và Trưởng ban Đăng ký cho Muggle.
- David Thewlis trong vai Remus Lupin: Một thành viên của Hội Phượng hoàng và là giáo viên cũ tại Hogwarts.
- Natalia Tena trong vai Nymphadora Tonks: Vợ của Remus Lupin và là thành viên của Hội Phượng hoàng.
- George Harris trong vai Kingsley Shacklebolt: Một thành viên khác của Hội Phượng hoàng.
- Julie Walters trong vai Molly Weasley: Mẫu hệ nhà Weasley và là người mẹ đỡ đầu của Harry.
- Mark Williams trong vai Arthur Weasley: Cha của Ron Weasley, một Auror tại Bộ Pháp thuật.
- Domhnall Gleeson trong vai Bill Weasley: Con trai cả của Arthur và Molly, người đã giúp Harry trốn thoát khỏi Little Whinging và người sẽ kết hôn với Fleur.
- Clémence Poésy trong vai Fleur Delacour: Một phù thủy người Pháp của Trường Beauxbatons, người cũng giúp Harry trốn thoát khỏi Little Whinging.
- Guy Henry trong vai Pius Thicknesse: Bộ trưởng Bộ Pháp thuật bù nhìn do Voldemort cài cắm.
- Peter Mullan trong vai Corban Yaxley: Một Tử thần Thực tử tại Bộ Pháp thuật.
- Carolyn Pickles trong vai Charity Burbage: Giáo viên nghiên cứu Muggle tại Hogwarts, bị tra tấn và giết chết bởi Voldemort
- David Ryall trong vai Elphias Doge: Một người bạn học cũ của Albus Dumbledore, người đã bảo vệ ông trong một cáo phó.
- Richard Griffiths trong vai Vernon Dursley: Chú Muggle của Harry.
- Fiona Shaw trong vai Petunia Dursley: Dì Muggle của Harry.

## Sản xuất

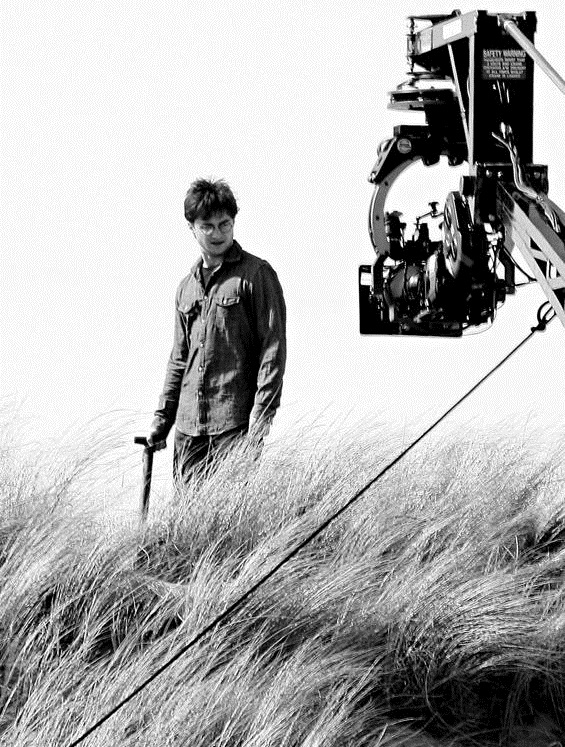
Daniel Radcliffe trong cảnh chôn cất Dobby ở Pembrokeshire, Xứ Wales.

Phần 1 và Phần 2 của Harry Potter và Bảo bối Tử thần được quay liền mạch từ ngày 19 tháng 2 năm 2009 đến ngày 12 tháng 6 năm 2010. Đạo diễn David Yates, người chỉ đạo quay phim cùng với nhà quay phim kiêm đạo diễn hình ảnh Eduardo Serra, đã mô tả Phần 1 của phim là "khá chân thực"; một "phim đường phố" "gần giống như một phim tài liệu điện ảnh hiện thực".
Ý tưởng chia tập truyện cuối cùng ra thành hai bộ phim được đề xuất bởi nhà chỉ đạo sản xuất Lionel Wigram. Ban đầu, David Heyman phản ứng khá tiêu cực với ý tưởng này, nhưng Wigram đã hỏi lại, "Không, David. Liệu chúng ta sẽ thực hiện nó thế nào đây?". Cuối cùng sau khi đọc lại bộ truyện và thảo luận với Steve Kloves, David đã đồng ý với đề xuất của Wigram.
Nút giao Dartford được chọn làm trường quay nơi diễn ra cuộc rượt đuổi đầy kịch tính khi Harry và Hagrid bị bọn Tử thần Thực tử truy đuổi.

### Phim trường
Stuart Craig, nhà thiết kế bối cảnh cho tất cả các phần trước của loạt phim Harry Potter tiếp tục trở lại làm việc trong phần cuối cùng. Ông phát biểu: "Chúng tôi đang thực hiện một bộ phim rất khác với rất nhiều cảnh quay tại địa điểm thật. Chúng tôi phải mất một quãng đường dài để di chuyển đến rừng, xây dựng bối cảnh rừng để thực hiện bộ phim và dành thời gian rất lâu làm việc ở đó". Ông giải thích thêm rằng: "Chúng tôi đã xây dựng bối cảnh rừng và cố gắng chỉnh sửa chúng sao cho giống với khu rừng thật, vì vậy quá trình làm việc đó quả là một thách thức như bạn có thể tự tưởng tượng." Cuối cùng Craig cũng nhận được đề cử Giải Oscar cho chính công việc trên.
Ở trong chiếc lều tổ chức đám cưới của Bill và Fleur ở Phần 1, Craig nhận xét ông muốn "chiếc lều cưới thay vì là một phần mở rộng của ngôi nhà, tức là có kiểu dáng hơi kỳ lạ, thì chúng tôi quyết định khiến cho nó trông tao nhã hơn. Lều được trang trí với lụa và nến cực kỳ lộng lẫy. Vì vậy nó thực sự là một vẻ đẹp tương phản so với ngôi nhà". Nói về bối cảnh của Bộ Pháp thuật, ông nhấn mạnh: "Đây là một thế giới dưới lòng đất; đây là một bộ phận của chính phủ, vì vậy chúng tôi đã đi đến một bộ phận chính phủ thực sự, bộ phận chính phủ của Muggle – Whitehall, ở London. Chúng tôi đã thống nhất rằng Bộ Pháp thuật là một thế giới song song với thế giới thực của loài người".
Craig cũng bàn luận về thiết kế nhà Malfoy Manor, đánh giá rằng đó là "một khối kiến trúc rất mạnh mẽ. Vẻ bên ngoài của ngôi nhà dựa trên cấu trúc của ngôi nhà có thật của Elizabethan ở đất nước này được gọi là Viện Hardwick. Nó có nhiều cửa sổ lớn nhưng tất cả chúng có vẻ như đều bị mờ đục. Các cửa lá sách đều đóng kín tạo cảm giác như những chiếc cửa sổ mù, nhưng chúng vẫn tạo cảm giác hiện diện đầy đe dọa, và đó là nền tảng để chúng tôi thực hiện ngoại thất ngôi nhà. Chúng tôi cũng sáng tạo thêm các chi tiết mái nhà kì bí khác thường và một khu rừng bao quanh ngôi nhà, vốn không có thật nhưng góp phần làm cho ngôi nhà trở nên đáng sợ và bí ẩn hơn".

### Phục trang
Người đảm nhiệm thiết kế phục trang cho Phần 1 này là Jany Temime, nhà thiết kế trang phục cho loạt phim Harry Potter kể từ bộ phim Harry Potter và tên tù nhân ngục Azkaban (2004). Temime cũng từng dính vào một cuộc tranh cãi về việc thiết kế bộ váy cưới của Fleur Delacour. Cô bị buộc tội sao chép thiết kế của một chiếc váy cưới tương tự trong bộ sưu tập Thu 2008 của Alexander McQueen. Khi nói về chiếc váy cưới Temime nói rằng cô "muốn nó là một chiếc váy cưới phù thủy chứ không phải một cái váy Halloween. Chiếc váy màu trắng nhưng nó vẫn cần có một chút gì đó thật lộng lẫy. Vì vậy hình ảnh con chim phượng hoàng, một con chim biểu tượng của tình yêu bởi nó là sự tái sinh, khẳng định tình yêu sẽ không bao giờ chết, nó sẽ luôn được tái sinh một lần nữa."

### Hiệu ứng hình ảnh

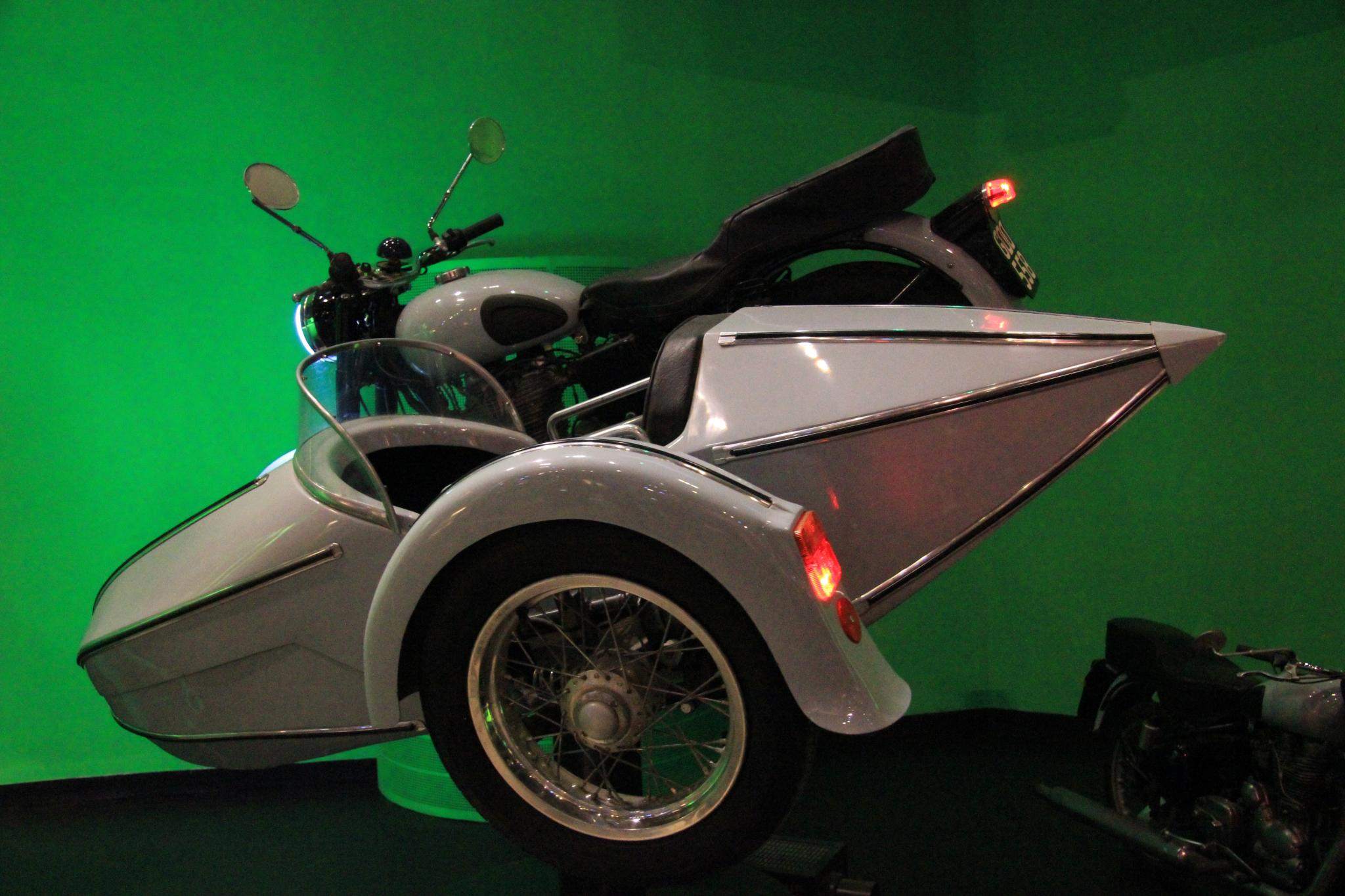
Chiếc mô tô trên phông xanh mà hai nhân vật Hagrid và Harry sử dụng trong phim

Sau khi làm việc trong tất cả các bộ phim kể từ Tên tù nhân ngục Azkaban, Double Negative tiếp tục nhận lời mời sản xuất hiệu ứng cho phần cuối của loạt phim Phần 1 và Phần 2. Trong phần này, giám sát kỹ xảo David Vickery và nhà sản xuất kỹ xảo Charlotte Loughlane của Double Negative kết hợp chặt chẽ với giám sát kỹ xảo của bộ phim, ông Tim Burke. Các giám sát hiệu ứng 3D Rick Leary và 2D Sean Stranks cũng nằm trong đội giám sát chính.
Thiết kế logo hãng Warner Brothers, thiết kế quang cảnh Trang trại Hang sóc và môi trường xung quanh là vài trong số các công việc mà Double Negative thực hiện trong Phần 1. Các công việc phụ thêm là thiết kế nhà của Xenophilius Lovegood, mở rộng nó theo khung cảnh 3D và làm nổi bật tính hung bạo cuộc tấn công của bọn Tử thần Thực tử. Double Negative cũng tạo ra hiệu ứng khói ảo của Tử thần Thực tử, với việc sản xuất cảnh "người bị lột da" giữa khói và nước; sự xuất hiện của chúng khi bay và hạ cánh xuống mặt đất. Còn một cảnh khác cũng sử dụng hiệu ứng hình ảnh là khi Phép gọi Thần hộ mệnh xuất hiện xen ngang lễ cưới để cảnh báo về việc Voldermort đã chiếm được Bộ Pháp thuật.
Cũng tham gia vào việc sản xuất kỹ xảo còn có Framestore, công ty chuyên sản xuất hiệu ứng hình ảnh từng thắng giải Oscar cho hạng mục này với bản hoạt hình Chuyện kể về ba anh em. Bản hoạt hình này do Ben Hibon và David Yates đồng đạo diễn, có các nhân vật hoạt hình là hầu hết các nhân vật CGI như Dobby hoặc Kreacher giống như các phần phim trước.

### Nhạc phim
Nicholas Hooper, nhà soạn nhạc cho Hội Phượng Hoàng và Hoàng tử lai không tiếp tục làm nhạc nền cho Bảo bối Tử thần. Thay thế ông là nhạc sĩ Alexandre Desplat đảm trách vai trò làm nhạc nền trong phim Harry Potter và Bảo bối Tử thần – Phần 1. Ngoài ra bộ phim còn có sự xuất hiện của bài hát "O Children" của Nick Cave and the Bad Seeds.

## Phát hành

### Phân chia phim
Trong tháng 1 năm 2008 bắt đầu lan truyền tin đồn về việc phim có thể được chia làm hai phần. Cuối cùng vào ngày 12 tháng 3 quyết định này đã chính thức được xác nhận. Loạt phim sẽ được chia làm hai phần Harry Potter và Bảo bối Tử thần – Phần 1, công chiếu vào 19 tháng 11 năm 2010, và Harry Potter và Bảo bối Tử thần – Phần 2, công chiếu vào 15 tháng 7 năm 2011.
Theo báo cáo của nhà sản xuất David Heyman, những lý do của việc phân chia này là bởi không đáp ứng được các mục tiêu kinh doanh và còn nảy sinh những vấn đề phức tạp. "Câu hỏi đặt ra là cắt ở đâu? Và làm thế nào để hai phần phim là hai cậu chuyện khác nhau và riêng biệt được? [...] Chúng đều là những thách thức rất thú vị. Nhưng mỗi phần truyện lại có những thách thức của riêng nó". Trong ngày hôm sau chủ tịch Warner Bros. Jeff Robinov tiếp tục tái khẳng định lời của David.

### Quảng bá
Những hình ảnh chính thức của phim ra mắt vào ngày 1 tháng 12 năm 2009. Trong ảnh là Harry, Ron và Hermione trên một con phố ở London. Một đoạn video được chính thức phát hành vào ngày 8 tháng 12 năm 2009, cùng ngày Harry Potter và Hoàng tử lai phát hành trên đĩa Blu-ray và DVD. Trong sự kiện ShoWest năm 2010, Alan F. Horn đã cho trình chiếu hai đoạn phim ngắn của hai phần vẫn chưa hoàn thiện. Giải MTV Movie Awards năm 2010 cũng chiếu một đoạn phim dài hơn một chút của phần Bảo bối Tử thần. Sau đó cuối cùng áp phích chính thức của phim cũng ra mắt, kèm với ngày công chiếu của Phần 1 và 2 và hình ảnh trường Hogwarts bị tàn phá. Kênh ABC Family cũng lên sóng với những cảnh quay hậu trường bổ sung từ cả hai phần phim trong chương trình cuối tuần của họ với chủ đề Harry Potter, bắt đầu từ 8 tháng 7 năm 2010. Trailer chính thức dài hai phút của phim ra mắt trên toàn thế giới vào ngày 22 tháng 9 năm 2010.
Ngày 29 tháng 9 năm 2010, các tấm áp phích của ba nhân vật Harry, Ron và Hermione của Phần 1 có mặt trên trang Yahoo! Movies. Trong ngày kế tiếp, tấm áp phích của phim tại rạp chính thức ra mắt với cảnh rượt đuổi trong rừng. Tiêu đề của áp phích là dòng chữ "Nowhere is safe" (Không nơi đâu an toàn) và một phiên bản tiêu đề khác là dòng chữ "The end begins" (Hồi kết bắt đầu). Những tấm áp phích của các nhân vật trong Phần 1 của phim cũng ra mắt công chúng vào ngày 6 tháng 10 năm 2010, bao gồm Harry, Ron, Hermione, Chúa tể Voldemort, Bellatrix Lestrange, Severus Snape và Fenrir Greyback. Ngày 12 tháng 10, bốn áp phích mới của các nhân vật được phát hành. Các tấm áp phích được đặt với tiêu đề "Trust no one" (Đừng tin ai cả) và "The hunt begins" (Cuộc săn bắt đầu).
Ngày 15 tháng 10 năm 2010, vé chiếu Phần 1 bắt đầu được phát hành tại Mỹ ở Fandango. Ngày 19 tháng 10, một clip kéo dài 50 giây của phim chưa từng được chiếu trước đây bất ngờ xuất hiện ở lễ trao giải Scream Awards 2010. Ngày 16 tháng 10, một đoạn clip thứ hai được trình chiếu trên kênh Cartoon Network giữa chương trình quảng cáo Scooby-Doo! Lời nguyền của Thủy quái. Ngày 25 tháng 10 năm 2010, Yahoo! Movies tiếp tục ra mắt một đoạn quảng cáo ngắn độc quyền về bộ phim. Ngày 30 tháng 10, Entertainment Weekly phát hành hai đoạn phim ngắn với các tiêu đề "Trường Sinh Linh Giá" và "The Story" (Câu chuyện), với nhiều cảnh quay chưa từng xuất hiện trước đây. Cùng ngày trên trang chủ của Warner Bros. cập nhật đã tiết lộ mười hai thước phim ngắn từ bộ phim.
Ngày 3 tháng 11 năm 2010, tờ Los Angeles Times đã phát hành một đoạn clip dài với nội dung Harry rời khỏi Hang Sóc để truy tìm các Trường Sinh Linh Giá, kèm tựa đề "No One Else Is Going to Die for Me" (Sẽ không còn ai phải hi sinh vì tôi nữa). Ngày 4 tháng 11, một clip mới lại xuất hiện trên trang Harry Potter Facebook với dòng chữ "The Seven Potters" (Bảy Potter). Hai clip nữa tiếp tục xuất hiện trong hai ngày tiếp theo, với một cảnh tấn công quán cà phê và một cảnh khác trong Phủ Malfoy.

### Chiếu rạp

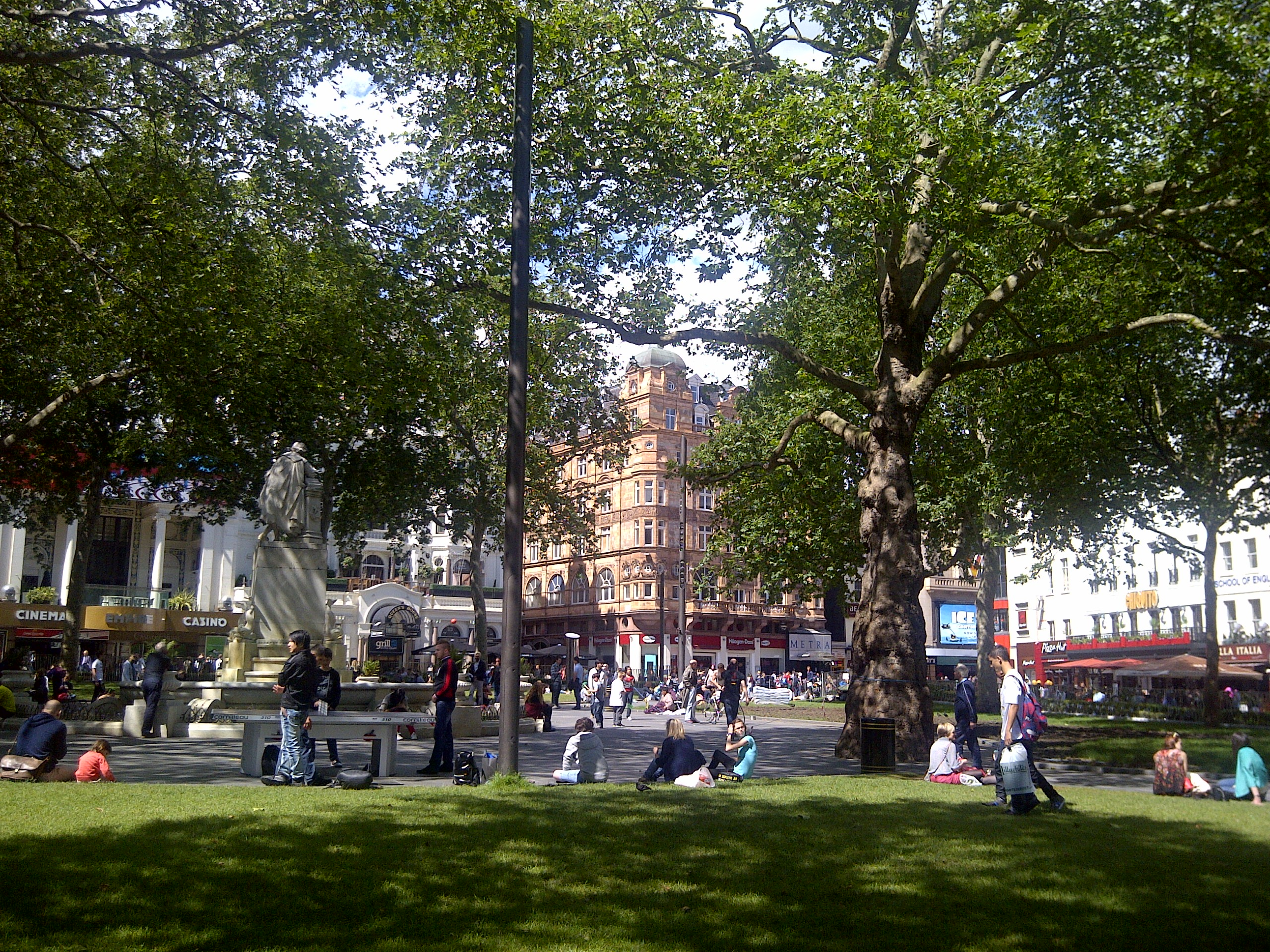
Quảng trường Leicester Square, nơi diễn ra buổi công chiếu phim đầu tiên tại Anh

Ngày 26 tháng 8 năm 2010, đạo diễn David Yates, các nhà sản xuất David Heyman và David Barron cùng chủ tịch hãng Warner Bros. Alan F. Horn đã tham dự buổi công chiếu phim Bảo bối Tử thần – Phần 1 ở Chicago. Bộ phim dù chưa hoàn thiện này vẫn lấy được sự phản hồi tích cực từ phía khán giả đến xem thử. Một vài người trong họ còn đánh giá phim "thật đen tối và đầy tính bất ngờ" và là "bộ phim về Harry Potter hoàn hảo nhất". Số còn lại thì nhận xét rằng bộ phim quá trung thành với nguyên tác, dẫn đến việc trong phim vẫn có những vấn đề mà truyện mắc phải.
Hãng Warner Bros dự định sẽ công chiếu Phần 1 của Bảo bối Tử thần dưới hai định dạng 2D và 3D. Nhưng đến ngày 8 tháng 10, hãng thông báo rằng kế hoạch thực hiện phiên bản 3D của Phần 1 đã bị hủy bỏ. "Warner Bros. Pictures dự định sẽ công chiếu Harry Potter và Bảo bối Tử thần – Phần 1 dưới định dạng 2D thông thường và cả định dạng IMAX, vì vậy chúng tôi đã không thể hoàn thành xong định dạng 3D của phim để kịp chiếu trong ngày đầu tiên ra mắt. Mặc dù nhận được rất nhiều sự trông đợi từ mọi người song chúng tôi không đủ khả năng để chuyển đổi toàn bộ các định dạng của bộ phim cũng như đáp ứng được những tiêu chuẩn chất lượng cao nhất". Phần 1 của Bảo bối Tử thần được phát hành trên đĩa Blu-ray 3D dưới dạng bản đặc biệt (Exclusive) của Best Buy. Còn phần 2 vẫn được phát hành trên tất cả các định dạng 2D, 3D và IMAX.
Buổi lễ ra mắt Bảo bối Tử thần – Phần 1 đầu tiên được tổ chức tại Quảng trường Leicester, London vào ngày 11 tháng 11 năm 2010, với sự có mặt của rất nhiều người hâm mộ từ khắp nơi trên thế giới – một số người thậm chí đã dựng trại nhiều ngày ngay tại quảng trường. Tiếp theo là buổi lễ công chiếu phim tại Bỉ vào ngày 12 tháng 11 và sau đó là buổi lễ công chiếu tại New York vào ngày 15 tháng 11.
Chỉ 48 giờ trước khi Phần 1 được chính thức công chiếu tại Bắc Mỹ, 36 phút đầu tiên của bộ phim đã bị rò rỉ trên Internet. Thậm chí ngay cả trước khi bị rò rỉ, phim cũng mang về doanh thu vé bán trước cao thứ năm trong lịch sử, hết vé tại 1000 rạp khắp Hoa Kỳ. Mặc cho những lời đồn thổi rằng sự cố rò rỉ phim là một mưu đồ tiếp thị để quảng bá cho bộ phim, Warner Bros. không hề sản xuất đĩa screener (đĩa phim để gửi cho các nhà phê bình, người bình bầu giải thưởng) nào, và các cá nhân hữu quan gọi việc này là "một sự vi phạm bản quyền nghiêm trọng và là hành vi trộm cắp tài sản của Warner Bros."
Tại Úc, bộ phim được công chiếu vào ngày 13 tháng 11 tại Warner Bros. Movie World, tọa lạc ở khu Gold Coast, Queensland. Ba trăm khán giả tới tham dự buổi công chiếu, đồng thời là buổi chiếu chính thức thứ hai trên toàn cầu sau buổi lễ ra mắt đầu tiên tại Anh. Bộ phim được phát hành tại Kuwait vào ngày 16 tháng 11. Phim được phát hành vào ngày 18 tháng 11 cùng lúc tại ba quốc gia Israel, Estonia và New Zealand.

### Giải trí tại gia

Bìa đĩa Blu-ray DVD của Harry Potter và Bảo bối Tử thần – Phần 1

Harry Potter và Bảo bối Tử thần – Phần 1 được phát hành trên đĩa đơn DVD và gói combo 3 đĩa Blu-ray vào ngày 11 tháng 4 năm 2011 tại Anh và 15 tháng 4 tại Mỹ. Ngày 28 tháng 1 năm 2011, Emma Watson đã đăng tải trên trang Harry Potter UK Facebook giới thiệu rằng các fan hâm mộ của trang sẽ có quyền bỏ phiếu để bình chọn cho bìa Blu-ray Phần 1 mà họ yêu thích nhất. Tấm bìa nhận được số phiếu cao nhất sẽ được chọn làm bìa đĩa chính thức. Cuộc bỏ phiếu bình chọn cũng bắt đầu ngay từ ngày hôm đó. Các đĩa DVD và Blu-ray bao gồm tám cảnh phim bị xóa, với gói Blu-ray Combo chứa cảnh mở đầu của Phần 2 khi Harry và Ollivander đang tranh luận về các Bảo bối Tử thần. Bảo bối Tử thần – Phần 1 đã bán doanh số DVD khá suôn sẻ khi bán được 7.237.437 đĩa, thêm vào đó là mức doanh thu 86.932.256 đô la Mỹ trên toàn cầu, nâng tổng mức doanh thu của bộ phim lên tới con số 1.043.331.967 đô la Mỹ.

## Đón nhận

### Phòng vé
Harry Potter và Bảo bối Tử thần – Phần 1 đã thu về 24 triệu đô la Mỹ chỉ sau nửa đêm công chiếu, đánh bại kỷ lục doanh thu phòng vé nửa đêm của loạt phim trước đó thuộc về Harry Potter và Hoàng tử lai với doanh thu 22,2 triệu đô la Mỹ. Phim còn thiết lập doanh thu nửa đêm cao thứ ba mọi thời đại, chỉ xếp sau The Twilight Saga: Nhật thực và The Twilight Saga: Trăng non với doanh thu lần lượt là 30 triệu đô la và 26,3 triệu đô la Mỹ. Bộ phim còn phá vỡ kỷ lục doanh thu nửa đêm định dạng IMAX 1 triệu đô la trước đó của Nhật thực khi thu về tổng cộng 1,4 triệu đô la Mỹ từ các phòng vé. Tất cả những kỷ lục trên sau này đều bị phần tiếp theo của bộ phim Harry Potter và Bảo bối Tử thần – Phần 2 vượt qua năm 2011.
Ở khu vực Bắc Mỹ, bộ phim thu về 61,7 triệu đô la Mỹ ngay trong ngày đầu ra mắt, trở thành phim có doanh thu trong một ngày cao thứ sáu ở thời điểm đó. Nó cũng trở thành bộ phim có doanh thu cao nhất trong ngày ra mắt của loạt phim Harry Potter, kỷ lục trước đó thuộc về Hoàng tử lai với 58,2 triệu đô la Mỹ, trước khi bị Harry Potter và Bảo bối Tử thần – Phần 2 phá vỡ với doanh thu 92,1 triệu đô la Mỹ. Bộ phim thu về tổng cộng 125 triệu đô la sau tuần đầu tiên công chiếu, đánh dấu một thành công thương mại lớn nhất mà trước đây Harry Potter và Chiếc cốc lửa từng sở hữu và sau này đứng đầu là phần tiếp theo Harry Potter và Bảo bối Tử thần – Phần 2. Phần 1 cũng trở thành bộ phim ăn khách thứ hai trong tháng 11 chỉ sau The Twilight Saga: Trăng non với 142,8 triệu đô la, bộ phim đứng thứ chín trong danh sách phim có doanh thu tuần mở đầu cao nhất mọi thời đại ở khu vực Bắc Mỹ. Phần 1 còn là phim có doanh thu tuần mở đầu cao thứ hai năm 2010 tại Hoa Kỳ và Canada sau Người Sắt 2 với 128,1 triệu đô la. Bộ phim đứng đầu doanh thu tại các phòng vé trong hai tuần, trong đó thu về 75 triệu đô la trong 5 ngày cuối tuần Lễ Tạ ơn, nâng tổng mức doanh thu của bộ phim tới con số 219,1 triệu đô la Mỹ.
Bên ngoài khu vực Bắc Mỹ, bộ phim thu về ước tính khoảng 205 triệu đô la Mỹ trong tuần đầu công chiếu, cao thứ sáu mọi thời đại và là mức doanh thu phát hành cao nhất năm 2010. Phim chỉ xếp thứ hai về mức doanh thu trong loạt phim Harry Potter chỉ sau phần Hoàng tử lai. Trên toàn cầu, Phần 1 thu về 30 triệu đô la Mỹ sau tuần dầu công chiếu, đứng thứ bảy trên bảng xếp hạng các phim ăn khách nhất mọi thời đại.
Tại Anh, Ireland và Malta, bộ phim lần lượt xô đổ các kỷ lục doanh thu phòng vé vào thứ Sáu (5,9 triệu bảng), thứ Bảy (6,6 triệu bảng) và Chủ Nhật (5,7 triệu bảng). Ngoài ra bộ phim còn thiết lập doanh thu cao nhất trong một ngày (6,6 triệu bảng), doanh thu ba ngày mở màn cao nhất (18.319.721 bảng) mà kỷ lục trước đó thuộc về Định mức khuây khỏa với doanh thu 15,4 triệu bảng. Tình đến ngày 13 tháng 2 năm 2011, Phần 1 đã thu về tổng cộng 52.404.464 bảng (80.020.929 đô la Mỹ), trở thành phim có doanh thu nội địa cao thứ hai chỉ sau Câu chuyện đồ chơi 3 (73.405.113 bảng). Do sự ăn khách lớn của phim tại Đức, Harry Potter và Bảo bối Tử thần – Phần 1 mới có thể trở lại vị trí thứ chín trên bảng xếp hạng Media Control Charts với 28.000 người xem vào tháng 7 năm 2011. Đây cũng là bộ phim có doanh thu ăn khách nhất ở các quốc gia: Indonesia (6.149.448 đô la), Singapore (4.546.240 đô la), Bỉ và Luxembourg (8.944.329 đô la), Pháp và Maghreb (52.104.397 đô la), Đức (61.403.098 đô la), Hà Lan (13.790.585 đô la), Na Uy (7.144.020 đô la), Thụy Điển (11,209.387 đô la) và Úc (41.350.865 đô la) trong năm 2010. Với tổng doanh thu ở các quốc gia trên, bộ phim đã vượt qua phần Hòn đá Phù thủy để trở thành phim có doanh thu nước ngoài cao nhất trong loạt phim Harry Potter.
Ngày 7 tháng 4 năm 2011, Phần 1 kết thúc đợt công chiếu với 295.983.305 đô la tại Hoa Kỳ và Canada, đưa nó trở thành bộ phim có doanh thu cao thứ năm tại các khu vực này. Với việc thu về 664,3 triệu đô la Mỹ phòng vé từ các quốc gia khác, tổng mức doanh thu của bộ phim đã đạt tới con số 960.283.305 đô la Mỹ, khiến nó trở thành bộ phim có doanh thu phòng vé toàn cầu cao thứ ba trong năm 2010 chỉ sau Câu chuyện đồ chơi 3 và Alice ở xứ sở thần tiên. Phần 1 cũng đạt mức doanh thu toàn cầu cao thứ 27 mọi thời đại và là phim có doanh thu toàn cầu cao thứ ba trong loạt phim Harry Potter sau các phần Bảo bối Tử thần – Phần 2 và Hòn đá Phù thủy.

### Phê bình
Bảo bối Tử thần – Phần 1 đã nhận được nhiều phản hồi tích cực. Trang web phê bình nổi tiếng Rotten Tomatoes, phim nhận được 77% lượng đồng thuận trong 283 đánh giá, số điểm trung bình phim đạt được là 7,13/10. Trang web cho thấy sự đồng thuận với bộ phim "Tuy chỉ mang đến cảm giác của một khúc dạo đầu, thế nhưng Bảo bối Tử thần – Phần 1 vẫn là một bộ phim áp chót vừa có những cảnh quay đẹp vừa có cảm xúc kịch tính, hấp dẫn làm thỏa mãn tất cả những người yêu loạt phim Harry Potter". Trên trang Metacritic, phim nhận số điểm 65/100 dựa trên 42 người đánh giá. Ngoài ra bộ phim còn ghi được 87/100 điểm từ các nhà phê bình chuyên nghiệp của Hiệp hội Phê bình Phim Phát sóng.
Tờ Daily Telegraph đã đưa ra những nhận định tích cực về bộ phim "Hầu hết các cảnh hàng động mãn nhãn trong phim chủ yếu được thúc đẩy bởi một loạt những hiệu ứng kỹ xảo đặc biệt ấn tượng". Trang này còn nhấn mạnh thêm "Chỉ có đôi chút thất vọng rằng theo guồng quay nhịp nhàng của loạt phim thì chúng ta sẽ phải chờ đến năm sau để được thưởng thức phần còn lại của phim". Robert Ebert đã chấm phim ba trên bốn sao, đồng thời ca ngợi các diễn viên và gọi phim là "một bộ phim đẹp và đôi lúc là rùng rợn... hoàn toàn khó hiểu cho những ai mới đến xem loạt phim này lần đầu tiên". Scott Bowles của tờ USA Today gọi phim là "vừa đầy tính đe dọa lại vừa hơi trầm tư, Bảo bối Tử thần nhiều khả năng sẽ là bộ phim ăn khách nhất trong loạt phim tám phần, mặc dù khán giả nếu không nắm được diễn biến chương trước sẽ hoàn toàn mất phương hướng". Trong khi đó Lisa Schwarzbaum của tạp chí Entertainment Weekly tương tự cũng đưa ra những lời ngợi khen phim là "tác phẩm điện ảnh đáng xem nhất". Theo một đánh giá của Orlando Sentinel, Roger Moore tuyên bố Phần 1 "vừa hài hước lại vừa cảm động, đó là bộ phim hay nhất trong loạt phim, một Đế chế phản công cho các phù thủy và thế giới của riêng họ. Còn những ảnh hưởng? Chúng rất đặc biệt đến nỗi bạn sẽ chẳng để ý đến chúng". Khác với những lời khen ngợi cho bộ phim, Ramin Setoodeh của tờ Newsweek lại đưa ra một đánh giá tiêu cực khi nhận định rằng "Họ chọn một trong những bộ truyện kỳ diệu nhất trong kho tàng văn học viễn tưởng đương đại rồi hút hết phép màu ra khỏi nó... Trong khi những cuốn truyện của Rowling luôn sáng tạo không ngừng thì kịch bản của Potter trên phim sẽ chỉ đem đến sự đau đầu cho bạn mà thôi". Lou Lumenick của tờ New York Post lại cảm nhận bộ phim có "nhiều cảnh quay đẹp nhưng mặt các nhân vật thì vô hồn như người máy" và cho rằng bộ phim "không để lại dư âm gì, không giải quyết vấn đề gì và cũng không mấy hài hước".

### Giải thưởng
Harry Potter và Bảo bối Tử thần – Phần 1 đã nhận được hai đề cử cho Thiết kế sản xuất xuất sắc nhất và Hiệu ứng hình ảnh đẹp nhất tại giải Oscar lần thứ 83. Đây là lần thứ hai mới có một phần trong loạt phim Harry Potter vinh dự nhận được đề cử Oscar cho Hiệu ứng Hình ảnh đẹp nhất (bộ phim đầu tiên được đề cử là Harry Potter và tên tù nhân ngục Azkaban). Bộ phim còn nhận được cả một danh sách tám hạng mục giải thưởng khác nhau bao gồm những hạng mục chính: Quay phim xuất sắc nhất, Thiết kế hiện trường xuất sắc nhất và Nhạc nền phim hay nhất tạo giải BAFTA lần thứ 64, và cuối cùng là hai đề cử cho Hiệu ứng hình ảnh đẹp nhất và Hóa trang đẹp nhất.
| \| Giải thưởng \| Hạng mục \| Kết quả \| Người nhận giải \| Nguồn \| \| ------------------------------------------------------------------ \| ------------------------------------------------------------------------- \| --------- \| --------------------------------------------------------------------------------- \| ----- \| \| Giải Oscar lần thứ 83 \| Thiết kế hiện trường xuất sắc nhất \| Đề cử \| Stuart Craig Stephenie McMillan \| [93] \| \| Giải Oscar lần thứ 83 \| Hiệu ứng hình ảnh đẹp nhất \| Đề cử \| Tim Burke John Richardson Christian Manz Nicolas Aithadi \| [93] \| \| Giải BAFTA lần thứ 64 \| Hiệu ứng hình ảnh xuất sắc nhất \| Đề cử \| Tim Burke John Richardson Christian Manz Nicolas Aithadi \| \| \| Giải BAFTA lần thứ 64 \| Thiết kế phục trang xuất sắc nhất \| Đề cử \| Amanda Knight Lisa Tomblin \| \| \| Giải BAFTA Britannia \| Đạo diễn nghệ thuật xuất sắc nhất \| Đoạt giải \| David Yates (cho các phần Harry Potter từ 5–8) \| [94] \| \| Giải Sao Thổ lần thứ 37 \| Phim giả tưởng hay nhất \| Đề cử \| \| [95] \| \| Giải Sao Thổ lần thứ 37 \| Đạo diễn xuất sắc nhất \| Đề cử \| David Yates \| [95] \| \| Giải Sao Thổ lần thứ 37 \| Hiệu ứng hình ảnh xuất sắc nhất \| Đề cử \| Tim Burke John Richardson Nicolas Ait'Hadi Christian Manz \| [95] \| \| Giải Sao Thổ lần thứ 37 \| Hóa trang đẹp nhất \| Đề cử \| Mark Coulier Nick Dudman Amanda Knight \| [95] \| \| Giải Sao Thổ lần thứ 37 \| Phục trang đẹp nhất \| Đề cử \| Jany Temime \| [95] \| \| Giải Hugo 2011 \| Trình diễn kịch sân khấu xuất sắc nhất (hình thái dài) \| Đề cử \| David Yates, Steve Kloves \| [96] \| \| Giải Điện ảnh của MTV 2011 \| Phim Điện ảnh hay nhất \| Đề cử \| \| [97] \| \| Giải Điện ảnh của MTV 2011 \| Nam chính xuất sắc nhất \| Đề cử \| Daniel Radcliffe \| [97] \| \| Giải Điện ảnh của MTV 2011 \| Nữ chính xuất sắc nhất \| Đề cử \| Emma Watson \| [97] \| \| Giải Điện ảnh của MTV 2011 \| Phản diện hay nhất \| Đoạt giải \| Tom Felton \| [97] \| \| Giải Điện ảnh của MTV 2011 \| Nụ hôn đẹp nhất \| Đề cử \| Daniel Radcliffe và Emma Watson \| [97] \| \| Giải Điện ảnh của MTV 2011 \| Cảnh hành động hay nhất \| Đề cử \| Daniel Radcliffe, Emma Watson và Rupert Grint \| [97] \| \| Giải Satellite 2010 \| Quay phim xuất sắc nhất \| Đề cử \| Eduardo Serra \| [98] \| \| Giải Satellite 2010 \| Nhạc nền hay nhất \| Đề cử \| Alexandre Desplat \| [98] \| \| Giải thưởng Hiệp hội Phê bình phim Washington D.C. \| Đạo diễn Nghệ thuật xuất sắc nhất \| Đề cử \| Stuart Craig \| [99] \| \| Giải Art Directors Guild 2010 \| Chỉ đạo nghệ thuật phim viễn tưởng xuất sắc nhất \| Đề cử \| Stuart Craig \| [100] \| \| Giải Cuộn chỉ Vàng 2011 \| Biên tập âm thanh: Nhạc phim xuất sắc nhất \| Đề cử \| Gerard McCann Peter Clarke Stuart Morton Allan Jenkins Kirsty Whalley Rob Houston \| [101] \| \| Giải Cuộn chỉ Vàng 2011 \| Biên tập âm thanh: Phim đối thoại và ADR xuất sắc nhất \| Đề cử \| James Harley Mather Bjorn Ole Schroeder Dan Laurie Jon Olive \| [102] \| \| Giải Hiệp hội phê bình phim Houston 2010 \| Quay phim xuất sắc nhất \| Đề cử \| Eduardo Serra \| [103] \| \| Giải Hiệp hội phê bình phim San Diego 2010 \| Quay phim xuất sắc nhất \| Đề cử \| Eduardo Serra \| [104] \| \| Giải Hiệp hội phê bình phim San Diego 2010 \| Nhà thiết kế sản xuất xuất sắc nhất \| Đề cử \| Stuart Craig \| [104] \| \| Giải Hiệp hội Phê bình phim Phoenix 2010 \| Quay phim xuất sắc nhất \| Đề cử \| Eduardo Serra \| \| \| Giải Hiệp hội Phê bình phim Phoenix 2010 \| Hiệu ứng kỹ xảo đẹp nhất \| Đề cử \| \| \| \| Giải Hiệp hội Hiệu ứng Kỹ xảo 2011 \| Hiệu ứng Kỹ xảo cho phim truyện đẹp nhất \| Đề cử \| Tim Burke Emma Norton John Richardson \| \| \| Giải Hiệp hội Hiệu ứng Kỹ xảo 2011 \| Nhân vật hoạt hình thiết kế sống động nhất (Dobby) \| Đoạt giải \| Mathieu Vig Ben Lambert Laurie Brugger Marine Poirson \| \| \| Giải Hiệp hội Hiệu ứng Kỹ xảo 2011 \| Nhân vật hoạt hình thiết kế sống động nhất (Kreacher) \| Đề cử \| Mathieu Vig Ben Lambert Laurie Brugger Marine Poirson \| \| \| Giải Hiệp hội phê bình Phim phát sóng lần thứ 16 \| Hiệu ứng hình ảnh đẹp nhất \| Đề cử \| \| \| \| Giải Hiệp hội phê bình Phim phát sóng lần thứ 16 \| Hóa trang đẹp nhất \| Đề cử \| \| \| \| Giải Hiệp hội phê bình phim St. Louis Gateway 2010 \| Hiệu ứng hình ảnh đẹp nhất \| Đề cử \| [105] \| \| \| Giải Hiệp hội phê bình phim St. Louis Gateway 2010 \| Điểm nhấn đặc biệt (Cảnh dùng thần chú) \| Đề cử \| [105] \| \| \| Hiệp hội phê bình phim Las Vegas \| Hiệu ứng hình ảnh đẹp nhất \| Đề cử \| [106] \| \| \| Hiệp hội Phê bình nhạc phim Quốc tế \| Nhạc nền phim hay nhất cho thể loại phiêu lưu/Khoa học viễn tưởng/Kinh dị \| Đề cử \| Alexandre Desplat \| [107] \| \| Giải Sự lựa chọn của Trẻ em 2011 \| Phim yêu thích nhất \| Đề cử \| \| [108] \| \| Giải Sự lựa chọn của Trẻ em 2011 \| Nữ diễn viên chính yêu thích nhất \| Đề cử \| Emma Watson \| [108] \| \| Giải Empire 2011 \| Nữ diễn viên chính yêu thích nhất \| Đề cử \| Emma Watson \| \| \| Giải Empire 2011 \| Phim thể loại phiêu lưu/khoa học viễn tưởng hay nhất \| Đoạt giải \| \| \| \| Giải Phim quốc gia 2011 \| Phim viễn tưởng phiêu lưu hay nhất \| Đoạt giải \| \| [109] \| \| Giải Phim quốc gia 2011 \| Diễn xuất của năm \| Đề cử \| Daniel Radcliffe \| [109] \| \| Giải Phim quốc gia 2011 \| Diễn xuất của năm \| Đề cử \| Emma Watson \| [109] \| \| Giải Phim quốc gia 2011 \| Diễn xuất của năm \| Đề cử \| Rupert Grint \| [109] \| \| Giải Sự lựa chọn của Giới trẻ 2011 \| Phim khoa học viễn tưởng/phiêu lưu yêu thích nhất \| Đoạt giải \| \| [110] \| \| Giải Sự lựa chọn của Giới trẻ 2011 \| Nam chính phim khoa học viễn tưởng/phiêu lưu yêu thích nhất \| Đề cử \| Daniel Radcliffe \| [110] \| \| Giải Sự lựa chọn của Giới trẻ 2011 \| Nữ chính phim khoa học viễn tưởng/phiêu lưu yêu thích nhất \| Đoạt giải \| Emma Watson \| [110] \| \| Giải Sự lựa chọn của Giới trẻ 2011 \| Phản diện yêu thích nhất \| Đoạt giải \| Tom Felton \| [110] \| \| Giải Sự lựa chọn của Giới trẻ 2011 \| Bình chọn nụ hôn trong phim yêu thích nhất \| Đoạt giải \| Daniel Radcliffe và Emma Watson \| [110] \| \| Giải thưởng Điện ảnh Viện Hàn lâm Anh quốc của Trẻ em 2011 (BAFTA) \| Phim yêu thích nhất \| Đề cử \| \| [111] \| \| Giải thưởng Điện ảnh Viện Hàn lâm Anh quốc của Trẻ em 2011 (BAFTA) \| Bình chọn của Trẻ em BAFTA (Thể loại phim) \| Đề cử \| \| [111] \| |                                                                           |           |                                                                                   |         |
| Giải thưởng | Hạng mục                                                                  | Kết quả   | Người nhận giải                                                                   | Nguồn   |
| Giải Oscar lần thứ 83 | Thiết kế hiện trường xuất sắc nhất                                        | Đề cử     | Stuart Craig Stephenie McMillan                                                   | [ 93 ]  |
| Giải Oscar lần thứ 83 | Hiệu ứng hình ảnh đẹp nhất                                                | Đề cử     | Tim Burke John Richardson Christian Manz Nicolas Aithadi                          | [ 93 ]  |
| Giải BAFTA lần thứ 64 | Hiệu ứng hình ảnh xuất sắc nhất                                           | Đề cử     | Tim Burke John Richardson Christian Manz Nicolas Aithadi                          |         |
| Giải BAFTA lần thứ 64 | Thiết kế phục trang xuất sắc nhất                                         | Đề cử     | Amanda Knight Lisa Tomblin                                                        |         |
| Giải BAFTA Britannia | Đạo diễn nghệ thuật xuất sắc nhất                                         | Đoạt giải | David Yates (cho các phần Harry Potter từ 5–8)                                    | [ 94 ]  |
| Giải Sao Thổ lần thứ 37 | Phim giả tưởng hay nhất                                                   | Đề cử     |                                                                                   | [ 95 ]  |
| Giải Sao Thổ lần thứ 37 | Đạo diễn xuất sắc nhất                                                    | Đề cử     | David Yates                                                                       | [ 95 ]  |
| Giải Sao Thổ lần thứ 37 | Hiệu ứng hình ảnh xuất sắc nhất                                           | Đề cử     | Tim Burke John Richardson Nicolas Ait'Hadi Christian Manz                         | [ 95 ]  |
| Giải Sao Thổ lần thứ 37 | Hóa trang đẹp nhất                                                        | Đề cử     | Mark Coulier Nick Dudman Amanda Knight                                            | [ 95 ]  |
| Giải Sao Thổ lần thứ 37 | Phục trang đẹp nhất                                                       | Đề cử     | Jany Temime                                                                       | [ 95 ]  |
| Giải Hugo 2011 | Trình diễn kịch sân khấu xuất sắc nhất (hình thái dài)                    | Đề cử     | David Yates, Steve Kloves                                                         | [ 96 ]  |
| Giải Điện ảnh của MTV 2011 | Phim Điện ảnh hay nhất                                                    | Đề cử     |                                                                                   | [ 97 ]  |
| Giải Điện ảnh của MTV 2011 | Nam chính xuất sắc nhất                                                   | Đề cử     | Daniel Radcliffe                                                                  | [ 97 ]  |
| Giải Điện ảnh của MTV 2011 | Nữ chính xuất sắc nhất                                                    | Đề cử     | Emma Watson                                                                       | [ 97 ]  |
| Giải Điện ảnh của MTV 2011 | Phản diện hay nhất                                                        | Đoạt giải | Tom Felton                                                                        | [ 97 ]  |
| Giải Điện ảnh của MTV 2011 | Nụ hôn đẹp nhất                                                           | Đề cử     | Daniel Radcliffe và Emma Watson                                                   | [ 97 ]  |
| Giải Điện ảnh của MTV 2011 | Cảnh hành động hay nhất                                                   | Đề cử     | Daniel Radcliffe, Emma Watson và Rupert Grint                                     | [ 97 ]  |
| Giải Satellite 2010 | Quay phim xuất sắc nhất                                                   | Đề cử     | Eduardo Serra                                                                     | [ 98 ]  |
| Giải Satellite 2010 | Nhạc nền hay nhất                                                         | Đề cử     | Alexandre Desplat                                                                 | [ 98 ]  |
| Giải thưởng Hiệp hội Phê bình phim Washington D.C. | Đạo diễn Nghệ thuật xuất sắc nhất                                         | Đề cử     | Stuart Craig                                                                      | [ 99 ]  |
| Giải Art Directors Guild 2010 | Chỉ đạo nghệ thuật phim viễn tưởng xuất sắc nhất                          | Đề cử     | Stuart Craig                                                                      | [ 100 ] |
| Giải Cuộn chỉ Vàng 2011 | Biên tập âm thanh: Nhạc phim xuất sắc nhất                                | Đề cử     | Gerard McCann Peter Clarke Stuart Morton Allan Jenkins Kirsty Whalley Rob Houston | [ 101 ] |
| Giải Cuộn chỉ Vàng 2011 | Biên tập âm thanh: Phim đối thoại và ADR xuất sắc nhất                    | Đề cử     | James Harley Mather Bjorn Ole Schroeder Dan Laurie Jon Olive                      | [ 102 ] |
| Giải Hiệp hội phê bình phim Houston 2010 | Quay phim xuất sắc nhất                                                   | Đề cử     | Eduardo Serra                                                                     | [ 103 ] |
| Giải Hiệp hội phê bình phim San Diego 2010 | Quay phim xuất sắc nhất                                                   | Đề cử     | Eduardo Serra                                                                     | [ 104 ] |
| Giải Hiệp hội phê bình phim San Diego 2010 | Nhà thiết kế sản xuất xuất sắc nhất                                       | Đề cử     | Stuart Craig                                                                      | [ 104 ] |
| Giải Hiệp hội Phê bình phim Phoenix 2010 | Quay phim xuất sắc nhất                                                   | Đề cử     | Eduardo Serra                                                                     |         |
| Giải Hiệp hội Phê bình phim Phoenix 2010 | Hiệu ứng kỹ xảo đẹp nhất                                                  | Đề cử     |                                                                                   |         |
| Giải Hiệp hội Hiệu ứng Kỹ xảo 2011 | Hiệu ứng Kỹ xảo cho phim truyện đẹp nhất                                  | Đề cử     | Tim Burke Emma Norton John Richardson                                             |         |
| Giải Hiệp hội Hiệu ứng Kỹ xảo 2011 | Nhân vật hoạt hình thiết kế sống động nhất (Dobby)                        | Đoạt giải | Mathieu Vig Ben Lambert Laurie Brugger Marine Poirson                             |         |
| Giải Hiệp hội Hiệu ứng Kỹ xảo 2011 | Nhân vật hoạt hình thiết kế sống động nhất (Kreacher)                     | Đề cử     | Mathieu Vig Ben Lambert Laurie Brugger Marine Poirson                             |         |
| Giải Hiệp hội phê bình Phim phát sóng lần thứ 16 | Hiệu ứng hình ảnh đẹp nhất                                                | Đề cử     |                                                                                   |         |
| Giải Hiệp hội phê bình Phim phát sóng lần thứ 16 | Hóa trang đẹp nhất                                                        | Đề cử     |                                                                                   |         |
| Giải Hiệp hội phê bình phim St. Louis Gateway 2010 | Hiệu ứng hình ảnh đẹp nhất                                                | Đề cử     | [ 105 ]                                                                           |         |
| Giải Hiệp hội phê bình phim St. Louis Gateway 2010 | Điểm nhấn đặc biệt (Cảnh dùng thần chú)                                   | Đề cử     | [ 105 ]                                                                           |         |
| Hiệp hội phê bình phim Las Vegas | Hiệu ứng hình ảnh đẹp nhất                                                | Đề cử     | [ 106 ]                                                                           |         |
| Hiệp hội Phê bình nhạc phim Quốc tế | Nhạc nền phim hay nhất cho thể loại phiêu lưu/Khoa học viễn tưởng/Kinh dị | Đề cử     | Alexandre Desplat                                                                 | [ 107 ] |
| Giải Sự lựa chọn của Trẻ em 2011 | Phim yêu thích nhất                                                       | Đề cử     |                                                                                   | [ 108 ] |
| Giải Sự lựa chọn của Trẻ em 2011 | Nữ diễn viên chính yêu thích nhất                                         | Đề cử     | Emma Watson                                                                       | [ 108 ] |
| Giải Empire 2011 | Nữ diễn viên chính yêu thích nhất                                         | Đề cử     | Emma Watson                                                                       |         |
| Giải Empire 2011 | Phim thể loại phiêu lưu/khoa học viễn tưởng hay nhất                      | Đoạt giải |                                                                                   |         |
| Giải Phim quốc gia 2011 | Phim viễn tưởng phiêu lưu hay nhất                                        | Đoạt giải |                                                                                   | [ 109 ] |
| Giải Phim quốc gia 2011 | Diễn xuất của năm                                                         | Đề cử     | Daniel Radcliffe                                                                  | [ 109 ] |
| Giải Phim quốc gia 2011 | Diễn xuất của năm                                                         | Đề cử     | Emma Watson                                                                       | [ 109 ] |
| Giải Phim quốc gia 2011 | Diễn xuất của năm                                                         | Đề cử     | Rupert Grint                                                                      | [ 109 ] |
| Giải Sự lựa chọn của Giới trẻ 2011 | Phim khoa học viễn tưởng/phiêu lưu yêu thích nhất                         | Đoạt giải |                                                                                   | [ 110 ] |
| Giải Sự lựa chọn của Giới trẻ 2011 | Nam chính phim khoa học viễn tưởng/phiêu lưu yêu thích nhất               | Đề cử     | Daniel Radcliffe                                                                  | [ 110 ] |
| Giải Sự lựa chọn của Giới trẻ 2011 | Nữ chính phim khoa học viễn tưởng/phiêu lưu yêu thích nhất                | Đoạt giải | Emma Watson                                                                       | [ 110 ] |
| Giải Sự lựa chọn của Giới trẻ 2011 | Phản diện yêu thích nhất                                                  | Đoạt giải | Tom Felton                                                                        | [ 110 ] |
| Giải Sự lựa chọn của Giới trẻ 2011 | Bình chọn nụ hôn trong phim yêu thích nhất                                | Đoạt giải | Daniel Radcliffe và Emma Watson                                                   | [ 110 ] |
| Giải thưởng Điện ảnh Viện Hàn lâm Anh quốc của Trẻ em 2011 (BAFTA) | Phim yêu thích nhất                                                       | Đề cử     |                                                                                   | [ 111 ] |
| Giải thưởng Điện ảnh Viện Hàn lâm Anh quốc của Trẻ em 2011 (BAFTA) | Bình chọn của Trẻ em BAFTA (Thể loại phim)                                | Đề cử     |                                                                                   | [ 111 ] |